# Degré Plato
 (avril 2024).
Si vous disposez d'ouvrages ou d'articles de référence ou si vous connaissez des sites web de qualité traitant du thème abordé ici, merci de compléter l'article en donnant les références utiles à sa vérifiabilité et en les liant à la section « Notes et références ».
Pour les articles homonymes, voir Plato.
Pour un article plus général, voir Densité primitive de moût.
Le degré Plato (noté °P) est l'unité d'une grandeur sans dimension permettant d'exprimer le pourcentage en masse d'extrait sec du moût avant fermentation. Il est utilisé essentiellement dans le milieu du brassage de la bière, et donne une valeur plus précise que le degré Balling.
Les bières courantes sont brassées à partir d'une densité primitive de moût de l'ordre de 11 à 13 °P.
Cette unité a été établie en 1900 d'après le nom du Dr Fritz Plato, un chimiste allemand.

## Aspect technique
La quantité de sucre comprise initialement dans le moût détermine la quantité d'alcool et de gaz dans la bière produite. Le taux d'alcool final vaut en général un peu plus du tiers du degré Plato.
1 °P correspond à 1 g de matière sèche soluble (essentiellement le sucre) pour 100 g de moût.
La conversion du degré Plato en densité n'est pas linéaire. Cependant une bonne approximation de cette conversion est : 1 °P = 4/1000 degrés de densité. Par exemple, une mesure de 12 °P donne une densité approximative de 1,048 : 1 + 12 × (4/1 000).
Une autre formule de calcul plus exacte est :
{\displaystyle d=1+{\frac {p}{258,6-0,88\cdot p}}}
où {\displaystyle p} est le degré Plato et {\displaystyle d} est la densité.
La fonction réciproque permet d'obtenir le degré Plato à partir de la densité. La formule est la suivante :
{\displaystyle p={\frac {258,6\cdot (d-1)}{0.12+0,88\cdot d}}}.